# VAL (band)
VAL is een Wit-Russische band.

## Biografie
De band bestaat uit Valeria Griboesova en Vlad Pasjkevitsj, en werd in 2016 opgericht. De band won de Wit-Russische voorronde voor het Eurovisiesongfestival 2020 met het lied Da vidna. Het festival werd evenwel geannuleerd.